# 植田清一郎
植田 清一郎（うえだ せいいちろう、1848年（嘉永元年3月）- 1897年（明治30年）3月29日）は、明治期の老農（篤農家）、政治家。衆議院議員。

## 経歴
大和国宇陀郡山粕村（奈良県〔第一次〕宇陀郡山粕村、堺県宇陀郡山粕村、大阪府宇陀郡山粕村、奈良県宇陀郡山粕村、室生村山粕を経て現曽爾村山粕）で生まれる。農業を営む。
宇陀郡の産業的孤立を解消するため、吉川徳三郎、大門又三郎、植田源十郎らと協力して私財を提供し、宇陀郡山粕から萩原（現宇陀市榛原萩原）までの約17キロメートルの道路を1880年（明治13年）から3年間をかけて開設した。また養蚕の振興に尽力し、先進地を視察して模範桑園を設けて農家に奨励した。
1892年（明治25年）2月、第2回衆議院議員総選挙（奈良県第2区、独立倶楽部）で当選。1894年（明治27年）3月の第3回総選挙（奈良県第2区、政務調査所）では次点で落選し、衆議院議員に1期在任した。